# 90号美国国道
90号美国国道（英語：U.S. Route 90）是一条东西方向的美国国道。该公路连接了佛罗里达州杰克逊维尔和德克萨斯州范霍恩，全长1,633英里。